# ساختمان اداره غله قزوین
اداره غله در قزوین، ضلع جنوبی دورازه رشت، نرسیده به دو راهی واقع شده و این اثر در تاریخ ۲۵ اسفند ۱۳۷۹ با شمارهٔ ثبت ۳۲۹۳ به‌عنوان یکی از آثار ملی ایران به ثبت رسیده است.